# ساشا آلن
ساشا آلن (انگلیسی: Sasha Allen؛ زادهٔ ۴ ژوئن ۱۹۸۲) خواننده و بازیگر اهل ایالات متحده آمریکا است. وی از سال ۱۹۹۷ میلادی تاکنون مشغول به فعالیت بوده‌است.